# Mausoleo della Bela Rosin

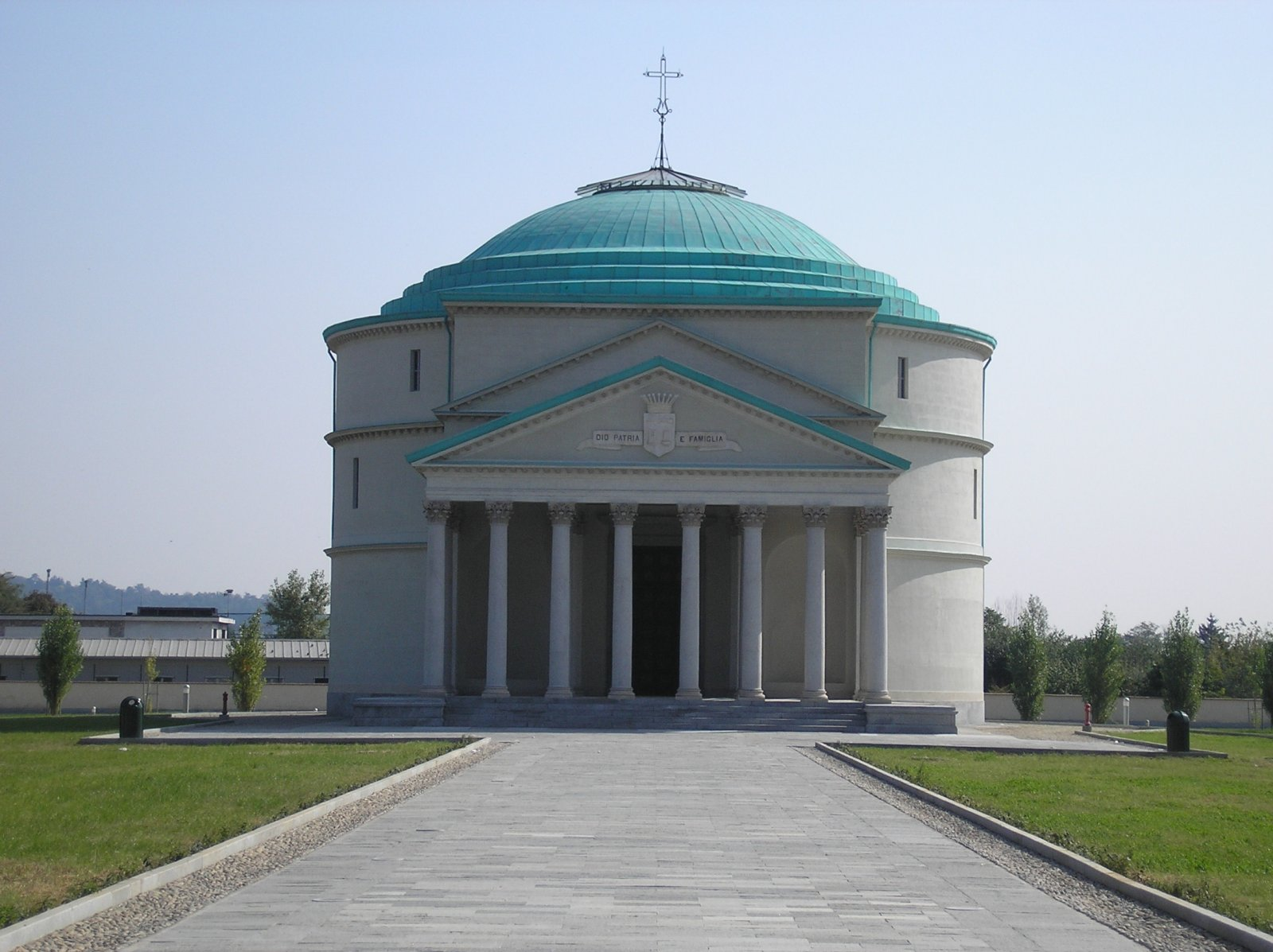
Il mausoleo della Bela Rosin dopo i lavori di restauro completati nel 2005

Il mausoleo della Bela Rosin, nome con cui è comunemente noto il Pantheon di Mirafiori, è un edificio in stile neoclassico di Torino situato nel quartiere periferico di Mirafiori Sud. Si tratta di una copia in scala ridotta del Pantheon di Roma, fatto costruire come tomba di famiglia dai figli di Rosa Vercellana, soprannominata in piemontese Bela Rosin, moglie morganatica di Vittorio Emanuele II di Savoia (sposata in seconde nozze).

## Caratteristiche
Il mausoleo fu voluto dai figli di Rosa Vercellana come ricostruzione simbolica del luogo in cui, a loro giudizio, avrebbe dovuto essere sepolta accanto al marito, primo re d'Italia. La pianta è circolare e il diametro è di circa sedici metri, stessa misura dell'altezza. Sulla parte frontale si trova un pronao con otto colonne alte cinque metri. Il frontone riporta le insegne dei conti di Mirafiori e il motto "DIO PATRIA E FAMIGLIA". All'interno altre otto colonne delimitano le nicchie, oggi vuote ma un tempo occupate dalle salme della Bela Rosin e dei suoi discendenti, poi trasferite altrove. Sulla cupola lastricata di rame è posta una croce latina.
Il mausoleo si trova in un parco di circa trentamila metri quadrati di forma rettangolare allungata, circondato da un muro di cinta alto circa tre metri e largo cinquanta centimetri, affacciato su Strada Castello di Mirafiori, al confine tra il comune di Torino e quello di Nichelino. L'ingresso si trova sul lato occidentale del parco, attraverso un cancello in ferro battuto con le insegne dei conti di Mirafiori. Dal cancello si arriva al mausoleo tramite un viale, inizialmente alberato e oggi affiancato solamente da fari posti a livello del terreno e rivolti verso l'alto.
A fianco del cancello si trovano due piccoli edifici, in origine adibiti a guardiole per il guardiano e dopo il restauro dati in concessione al CICAP (fabbricato di destra) e all'allora Circoscrizione 10, che lo ha adibito a Ecomuseo Urbano (fabbricato di sinistra).

## Storia
Il mausoleo fu progettato dall'architetto Angelo Demezzi nel 1886 e ultimato nel 1888.
La storia del mausoleo è stata tormentata da episodi drammatici e degradanti fino al recente restauro.

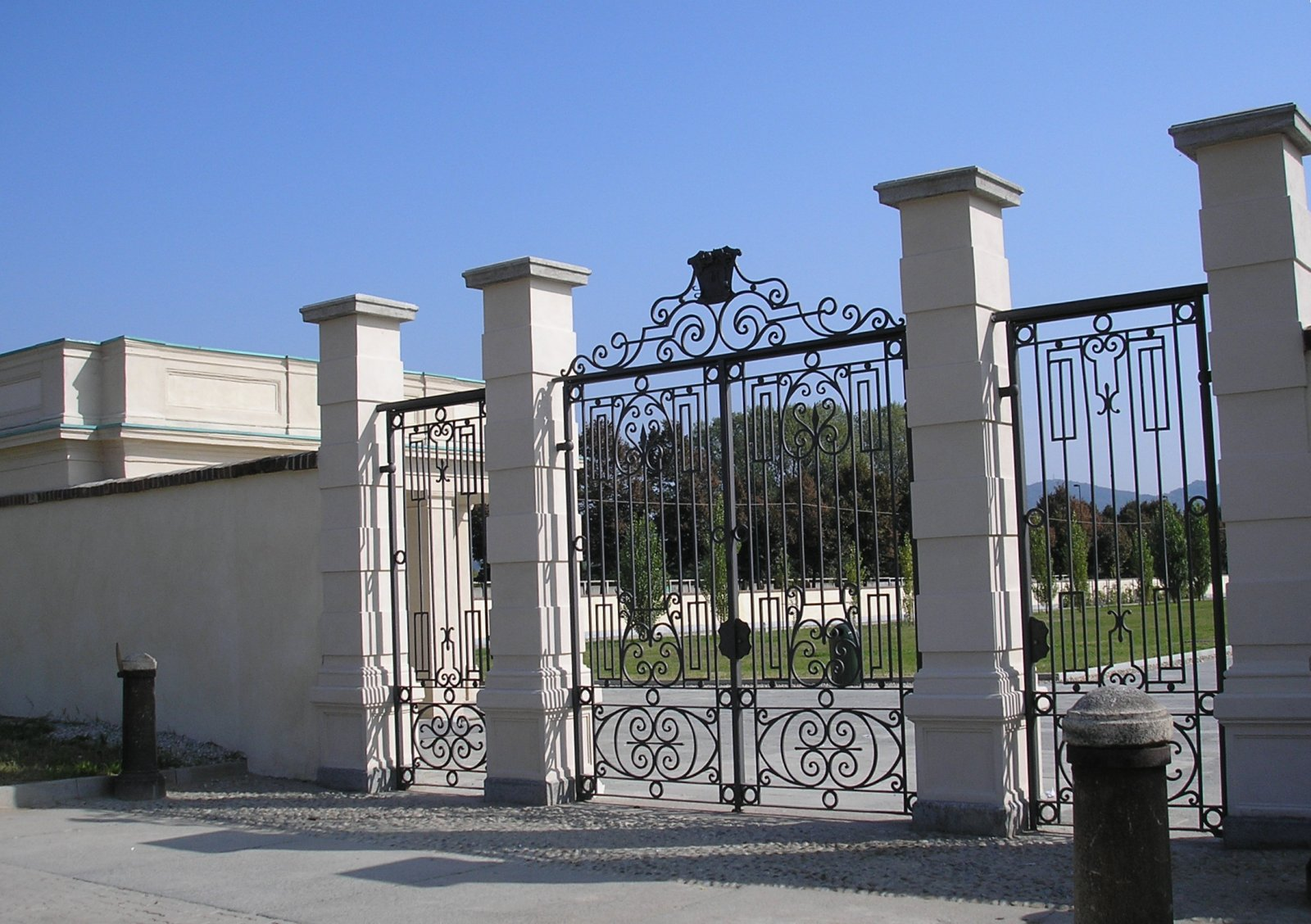
Il cancello di ingresso al mausoleo. È parzialmente visibile il fabbricato di sinistra

Nel 1970 il mausoleo, allora di proprietà di una discendente di Rosa Vercellana, Vittoria Guerrieri Gromis di Trana, fu acquistato dal comune di Torino guidato dal sindaco Giovanni Porcellana. Venne aperto ai visitatori due anni dopo e immediatamente profanato da tombaroli a caccia di gioielli: i resti delle salme profanate furono allora traslati nel cimitero monumentale di Torino. Negli anni successivi il mausoleo subì molteplici vandalismi e incominciarono a nascere leggende metropolitane su riti satanici officiati all'interno del mausoleo. Il mausoleo funebre conservò il nome di "Bela Rosin" solo fino al 1972.
Nel 1979 venne chiesto per la prima volta un restauro, da parte della Circoscrizione, ma senza risultato. L'ingresso venne murato nel 1980, ma in seguito fu sfondato e i vandalismi ripresero, al punto che nel 1984 la nicchia che aveva ospitato la Bela Rosin era piena di rifiuti di ogni genere.

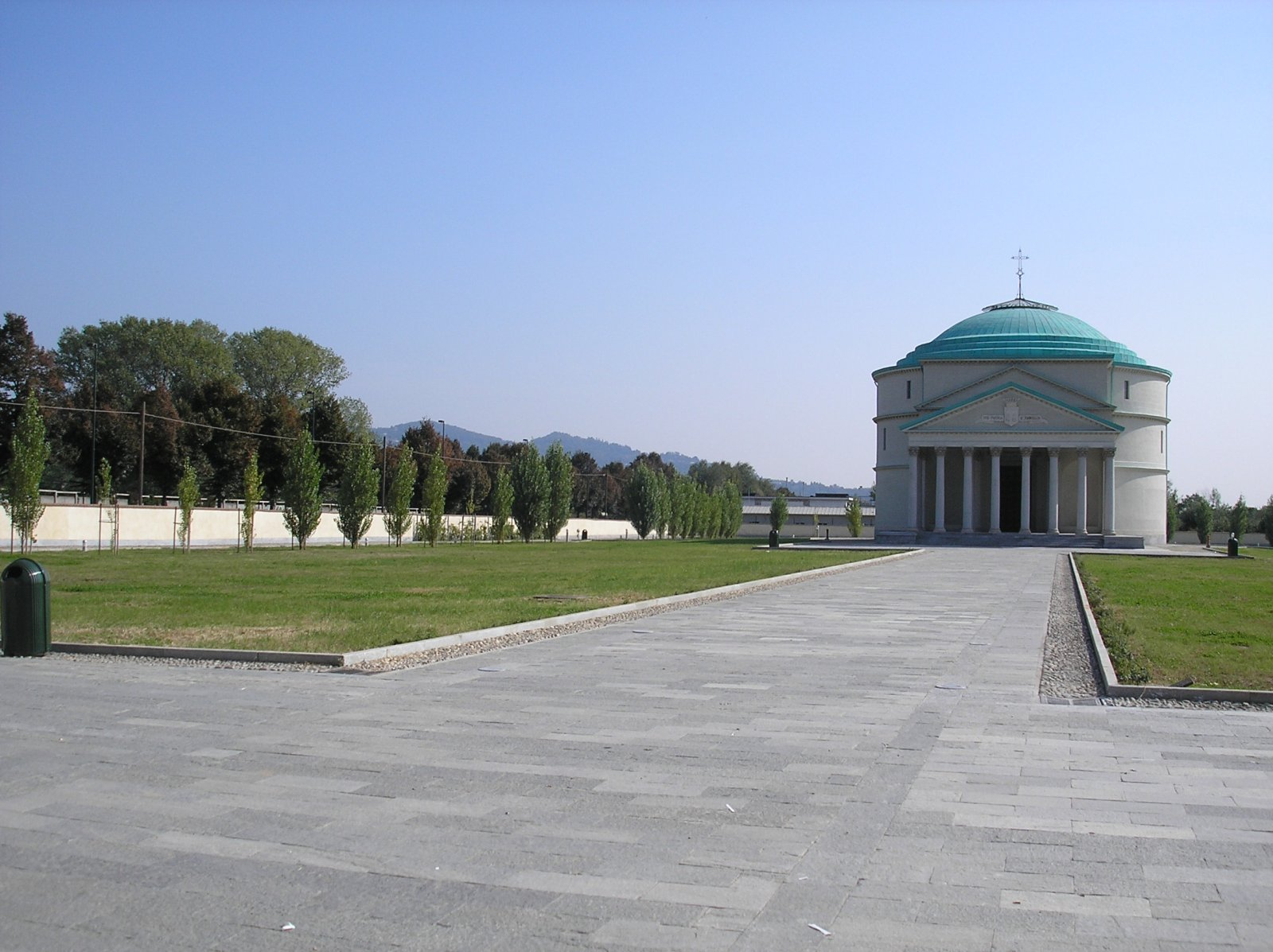
Il viale di accesso al mausoleo

Nel 1984 il sindaco Diego Novelli valutò la possibilità di cedere il mausoleo a una comunità islamica, che lo avrebbe convertito in una moschea, ma la discussione si arenò in una nuova polemica sui costi del restauro.
La discussione riprese nel 1993: questa volta l'uso suggerito dalla sindaca Giovanna Cattaneo Incisa era quello di planetario, ma di nuovo non avvenne nulla di concreto finché il concorso, bandito dal comune nel 1998, finì con il surreale risultato che il vincitore non ricevette l'appalto in quanto ritenuto inadeguato.
Due anni dopo fu lanciato un nuovo concorso, che non specificava la nuova destinazione d'uso dell'edificio, ma finalmente giunse a una conclusione positiva. Nel 2001 la giunta di Valentino Castellani approvò il progetto di manutenzione straordinaria e recupero degli architetti Aimaro Isola e Roberto Gabetti (marito di una discendente di Rosa Vercellana), al prezzo di 5 miliardi e mezzo di lire.
Il restauro, terminato nel 2005, ha seguito i progetti originari di Demezzi mantenendo il marmo chiaro e venato e le colonne chiare, tranne che per alcune sostanziali ma inevitabili modifiche: l'arretramento dell'altare, la copertura del foro al centro della cupola con una lastra di vetro per tenere lontano le intemperie, la realizzazione di un trompe-l'œil sul soffitto a cassettoni (rovinato dai vandali e dall'acqua), e il taglio degli alberi ai lati del viale di ingresso.
La struttura è stata inaugurata il 25 settembre 2005 alla presenza del sindaco Sergio Chiamparino ed è stata data in gestione al sistema bibliotecario cittadino (e non all'ipotizzato science center di Torino, come annunciato in un primo tempo), che vi organizza periodicamente letture, dibattiti, mostre, concerti e altri eventi temporanei.
La prima attività ospitata dal rinnovato mausoleo è stato lo spettacolo teatrale "Pazze regine", realizzato dal centro di produzione teatrale Assemblea Teatro e ispirato alla storia d'amore di Rosa Vercellana e Vittorio Emanuele II di Savoia. Nel 2006 ha ospitato una mostra curata da Giuliano Gresleri sulla storia dei poliedri da Platone in poi. Durante l'estate il parco del mausoleo è un "giardino di lettura", attrezzato con gazebo e panchine, per consentire ai visitatori di leggere i libri disposti su carretti per il prestito gratuito.
Il sito è aperto da aprile a ottobre nelle giornate che vanno da mercoledì alla domenica.